# Бучацький Володимир Хрисантович
Володимир Хрисантович Бучацький (нар. 1844, с. Яргорів, нині Монастириського району Тернопільської області — 1912, м. Відень, Австрія) — український суддя, актор, письменник. Брат Лонгина Бучацького.

## Життєпис
По фаху — суддя. Працював по професії у Коломиї, Сяніку (тут заснував повітові ґрунтові книги — так звані «табулярні»), потім — Львові, насамкінець — радником найвищого адміністративного трибуналу у Відні та радником при уряді. У 1862 році публікується у львівському часописі «Вечерниці». У студентські роки (1864–1865) працював у народному театрі товариства «Руська бесіда» у Львові.
Одружений з львівською професійною акторкою, дітей не мав. Все своє майно, за порадою друга — відомого письменника Володимира Бірчака, заповів у спадок «Просвіті» і Науковому товаристві ім. Тараса Шевченка у Львові.
Помер 1912 року у Відні, на Опернштрассе, де останній час жив.

## Ролі
Серед ролей:
- Гнат («Назар Стодоля» Тараса Шевченка)
- Прокіп («Верховинці» Ю. Коженьовського) та ін.

## Твори
Написав комедію «Наші політики» (1871 ), переклав з французької мови п'єси «Жінка замість сина» та «Година подружнього життя» (обидві — 1865 ), що йшли на сцені театру.